# Gouvernement Wilna

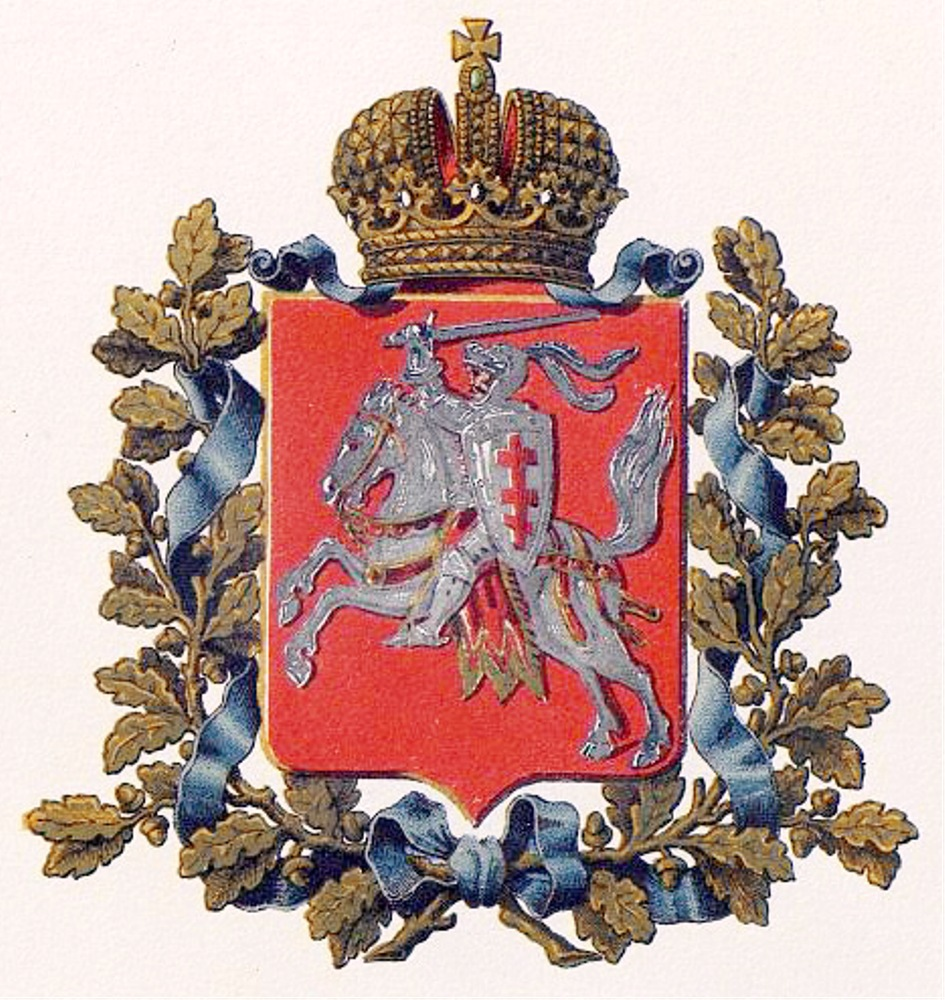
Wappen des Gouvernements

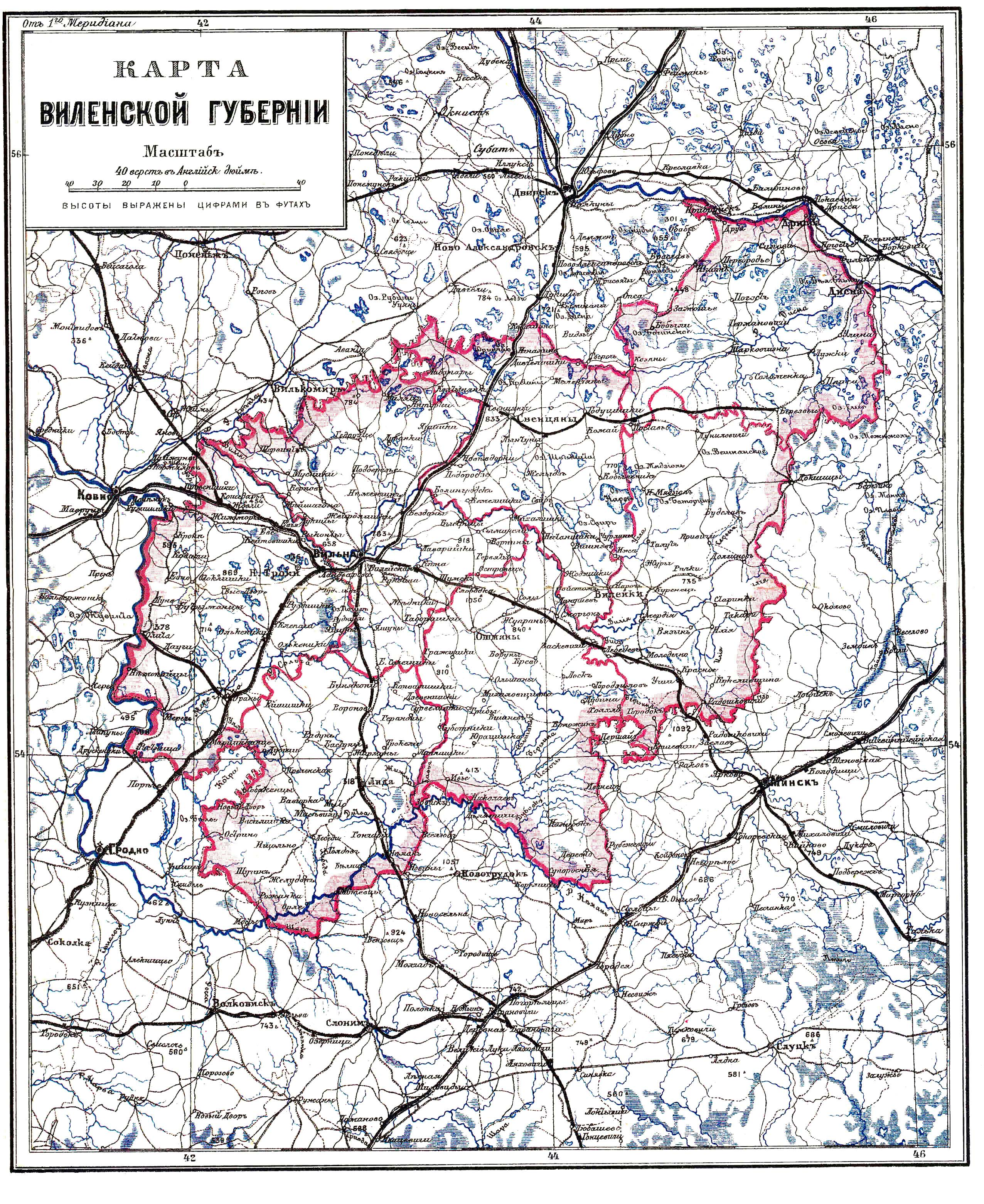
Karte aus dem Jahr 1897 (russisch)

Das Gouvernement Wilna (russisch Виленская губерния/Wilenskaja gubernija) war eine Verwaltungseinheit des Russischen Kaiserreiches. Es grenzte an das Russisch-Polnische Gouvernement Suwałki sowie an die Gouvernements Kowno, Witebsk, Minsk und Grodno. Es unterstand dem Generalgouverneur des nordwestlichen Krais, ebenfalls mit Sitz in Wilna (auch Generalgouvernement Wilna).
Es hatte eine Fläche von etwa 42.530 km², Hauptstadt war Wilna (litauisch Vilnius).
Nach heutigen Begriffen nahm es den Südosten Litauens und das nordwestliche Grenzgebiet von Belarus ein. Gebildet wurde es aus der Teilung des Gouvernements Litauen-Wilna 1843, wo das nachmalige Gouvernement Kowno abgetrennt wurde und Wilna dafür als Entschädigung Gebiete im Süden und Osten erhielt. Das Territorium selbst kam mit der Dritten polnischen Teilung 1795 zu Russland. Formell bestand es bis zur Unabhängigkeit Litauens bzw. Polens nach dem Ersten Weltkrieg, de facto ging die russische Kontrolle über das Gebiet schon 1915 verloren.
Um 1900 zerfiel das Gebiet in sieben Ujesdy (Kreise):
- Disna (weißruss. Dsisna), seit 1843
- Lida
- Oschmjany (weißruss. Aschmjany)
- Swenzjany (lit. Švenčionys)
- Troki (lit. Trakai)
- Wilejka, seit 1843
- Wilna

## Statistik
Nach der Volkszählung von 1897 hatte das Gouvernement 1.591.207 Einwohner. Davon waren 891.903 Weißrussen, 279.720 Litauer, 202.374 Juden, 130.054 Polen, 78.623 Russen sowie kleinere Gruppen von Deutschen und Tataren.
Hauptbeschäftigung der Bevölkerung war der Ackerbau, ferner Garten- und Wiesenkultur. Die Ernte lieferte 1905 in Tonnen: Roggen 293.872, Gerste 51.053, Hafer 126.805, Kartoffeln 772.883. Mit Flachs waren 1904 28.226 Hektar bestellt, die 7,5 Millionen kg Flachsfaser lieferten. An Vieh zählte man 1904 240.000 Pferde, 700.000 Rinder, 505.000 (grobwollige) Schafe und 520.009 Schweine. Die Bienenzucht war um 1900 stark zurückgegangen. Die Industrie hatte geringe Bedeutung, man zählte 1900 1759 gewerbliche Betriebe mit 14.010 Arbeitern und 18,4 Millionen Rubel Produktionswert. Im Vordergrund standen Lederindustrie, Branntweinbrennerei und Bierbrauerei, Papier-, Tabak- und Hufnägelfabrikation.